# Thomas West (8e baron De La Warr)
Pour les articles homonymes, voir Thomas West et West.
Thomas West, 8e baron De La Warr et 5e baron West, (c.1457 - 11 octobre 1525) est un courtisan et commandant militaire anglais sous les règnes d'Henri VII et d'Henri VIII.

## Carrière
Thomas Richard West est le fils aîné de Richard West (7e baron De La Warr) (en) (28 octobre 1430 - 10 mars 1476), et Katherine Hungerford (morte le 12 mai 1493), fille de Robert Hungerford, 2e baron Hungerford d'Heytesbury, Wiltshire, et de Margaret Botreaux.
West sert dans une expédition en France en 1475. On dit qu'il est âgé de 19 ans ou plus à la mort de son père le 10 mars 1476 et on lui accorde la livrée spéciale de ses terres le 1er septembre de la même année,.
Il est fait chevalier par Henri VII le 18 janvier 1478 et le 4 mars 1486 obtient des terres dans le Sussex après la déclaration hors la loi du duc de Norfolk. En 1487, Peter Courtenay, évêque de Winchester, lui accorde une rente de 20 £. En 1489, il est fait chevalier du bain lors de l'intronisation du fils aîné d'Henri VII, Arthur Tudor, comme prince de Galles,.
Il est l'un des « commandants en chef » d'une force anglaise envoyée en Flandre en 1491 pour aider l'empereur Maximilien contre les Français, et en 1496 est le "commandant en chef" des forces levées pour réprimer la rébellion de Cornouailles, participant à la Bataille de Deptford Bridge. Il est nommé chevalier de la Jarretière le 11 mai 1510. Il participe aux sièges de Thérouanne et de Tournai en 1513, et est fait chevalier banneret après la défaite française à la bataille des Éperons le 18 août 1513. Il assiste Mary Tudor lors de son mariage avec Louis XII de France en 1514 et assiste Henri VIII au Camp du Drap d'Or en 1520,. En 1524 il est nommé Haut Shérif de Surrey et de Sussex.

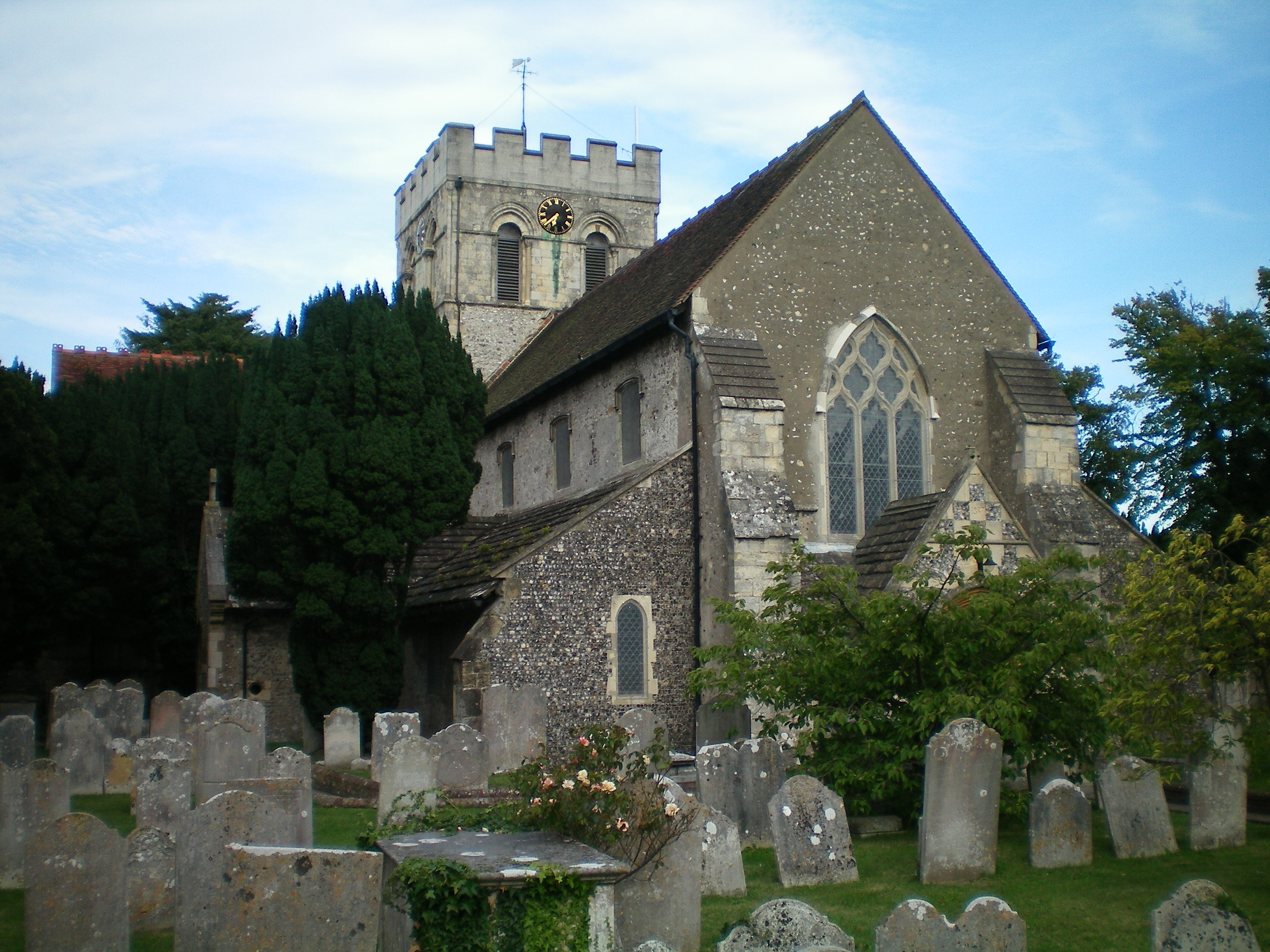
L'église St Mary, Broadwater, où Thomas West, 8e baron De La Warr, a été enterré

West est décédé le 11 octobre 1525 et est enterré à l'église St. Mary, Broadwater, dans le Sussex.

## Mariages et descendance
West épouse Eleanor Percy (née en 1455), fille d'Henry Percy (3e comte de Northumberland), et d'Eleanor Poynings, fille et héritière de Sir Richard Poynings (décédée le 10 juin 1429), avec qui il n'a pas de descendance,,.
Il se remarie, avant 1482, avec Elizabeth Mortimer (décédée le 29 juin 1502), la fille de Sir Hugh Mortimer de Martley et Kyre Ward, Worcestershire, par Eleanor Cornwall, fille de Sir Edmund Cornwall, dont il a cinq fils. et six filles :,,
- Thomas West (9e baron De La Warr) (décédé le 25 septembre 1554) ; épouse Elizabeth Bonville, fille et cohéritière de John Bonville, écuyer, de Shute, Devon, par Katherine Wingfield, fille de Robert Wingfield[11]
- Guillaume West[5]
- Anthony West[5]
- Richard West[5]
- John West[5]
- Anne West ; mariée à John Clinton, 7e baron Clinton (d. 4 juin 1514)[5],[12]
- Eleanor West (née en 1481) ; épouse Edward Guildford (mort le 4 juin 1534) de Halden et Hempsted à Benenden, Kent, dont elle a un fils, Richard, et une fille, Jane, qui épouse John Dudley (1er duc de Northumberland)[13],[14].
- Dorothy West (1483-1542) ; épouse Henry Owen de Pulborough et Newtimber, Sussex[13],[15]
- Marguerite West[5]
- Elizabeth West (1487-1526)  mariée à Charles Somerset (1er comte de Worcester)[16].
- Joan West[5]

Il épouse en troisièmes noces, Eleanor Copley (c.1476-1536), fille de Roger Copley, écuyer, de Londres et Roughey à Horsham, Sussex, par Anne Hoo, deuxième fille et cohéritière de Thomas Hoo, baron Hoo et Hastings, avec qui il a trois fils et quatre filles:
- Owen West (décédé le 18 juillet 1551) ; épouse Mary Guildford, fille de George Guildford, écuyer, deuxième fils de Richard Guildford, dont il a deux filles, cohéritières de la baronnie de West après la mort de leur demi-frère, Thomas West (9e baron De La Warr) : Mary West, qui épouse Adrian Poynings (décédé le 15 février 1571), et ensuite, en tant que seconde épouse, Richard Rogers (décédé vers 1605) ; et Anne West[17],[18],[19],[13]
- George West (d.1538) ; épouse Elizabeth Morton, veuve de Robert Walden, et fille de Robert Morton of Croydon, écuyer d'Henry VIII, dont il a deux fils, William West, 1er baron De La Warr) (en), et Thomas West, et une fille, Margaret, qui épouse Thomas Arundel, écuyer[17],[16]
- Leonard West (vers le 17 juin 1578) ; épouse Barbara Gascoigne, la fille de William Gascoigne de Gawthorpe, Yorkshire, dont il a trois fils et quatre filles[17],[20]
- Anne West ; épouse Anthony St Amand, fils illégitime de Richard Beauchamp, baron St Amand (d.1508), dont elle a une fille, Mary, qui épouse Richard Lewknor[21],[5],[22],[23],[24]
- Marie West[5]
- Catherine West[5]
- Barbara West (1504-1549) ; épouse John Guildford, dont elle a six fils et six filles[25],[13]